# 東南汽車
東南（福建）汽車工業有限公司（中国語簡体字：东南（福建）汽车工业有限公司、英: South East (Fujian) Motor Co., Ltd.、略称：SEMは、中国の自動車メーカーで奇瑞汽車の子会社である。過去には三菱車を製造・販売していた。

## 概要
元々は台湾における三菱自動車工業の現地パートナーであった中華汽車が中国本土での生産と販売を目的として福建省汽車工業集団と折半出資で設立した合弁会社である。その後、2006年に三菱自動車自身が直接出資して、東南ブランドに加えて三菱ブランドの展開も始めた。このような経緯からラインナップの大半が中華汽車由来の車種（三菱車の独自改良あるいは自主開発車）であった。2012年以降に相次いで発表されたV5菱致セダンとV6菱仕ハッチバックは東南による自主開発車である。2021年の三菱自動車撤退に伴い業績が悪化。2024年に奇瑞汽車が福建省汽車工業集団が所有していた株式を引き継ぎ完全子会社化した。
なお、ダイムラー・クライスラーと提携してクライスラー系のミニバンの製造を行なっていた時期もあった。

## 沿革
（出典：Soueast Motor History）
- 1995年11月23日 - 福建省汽車工業集団と中華汽車が合弁で設立。
- 1996年 - デリカ（得利卡）発売。
- 1999年9月 - 青口新工場が竣工し、操業開始。
- 2000年3月 - フリーカ（富利卡）発売。
- 2002年11月 - 二期拡張工事開始。累計生産台数10万台を突破。
- 2003年3月 - リオンセル（菱帥）発売。
- 2003年10月 - 二期拡張工事完了。
- 2004年6月 - ソベラン（菱紳）発売。
- 2005年5月 - フリーカランディオ（富利卡菱動）発売。
- 2005年12月 - 菱利（ベリカ）発売。
- 2006年4月 - 三菱自動車が資本参加。
- 2006年5月 - 三菱・ランサー（藍瑟）および三菱・スペースワゴン（菱紳）[4]発売。
- 2006年11月 - 三菱・ギャラン（戈藍）発売。
- 2007年9月 - クライスラー・グランドボイジャー（克萊斯勒 大捷龍）発売。
- 2007年11月 - ダッジ・キャラバン（道奇 凱領）発売。
- 2008年10月 - V3菱悦発売。
- 2008年12月 - 三菱・ジンガー（君閣）発売。
- 2009年11月 - 三菱・ランサーEX（翼神）発売。
- 2021年 - 三菱自動車が資本から撤退。
- 2024年3月 - 奇瑞汽車が親会社になる。

## 現行車種一覧
- S06
- S07
- S09

## 過去に販売していた車種
（参考資料：アジアでの活動(2013年版)、アジアでの活動(2019年版)）

### 東南ブランド車
（参考資料：中国車両仕様検索一覧表）
| 車名       | 写真 | 仕様 |
| ---------- | ---- | --- |
| 得利卡     |      | ボディタイプ: バン 販売期間: 1996-2011 パワートレイン: D4BB型2.6ℓ直列4気筒                                                                          |
| 富利卡     |      | ボディタイプ: MPV 販売期間: 2000-2010 パワートレイン: 4G94型2.0ℓ直列4気筒                                                                           |
| 菱帥       |      | ボディタイプ: セダン 販売期間: 2003-2008 パワートレイン: 4G15型1.5ℓ直列4気筒                                                                        |
| 菱紳       |      | ボディタイプ: ミニバン 販売期間: 2004-2009 パワートレイン: 4G64型2.4ℓ直列4気筒                                                                      |
| 菱利       |      | ボディタイプ: バン 販売期間: 2005-2010 パワートレイン: 4G13型1.3ℓ直列4気筒                                                                          |
| V3菱悦     |      | ボディタイプ: セダン 販売期間: 2008-2019 パワートレイン: 4A91型1.5ℓ直列4気筒                                                                        |
| 希旺       |      | ボディタイプ: バン 販売期間: 2010-？ パワートレイン: 4G13型1.3ℓ直列4気筒                                                                            |
| V5菱致     |      | ボディタイプ: セダン 販売期間: 2012-2020 パワートレイン: 4A91型1.5ℓ直列4気筒                                                                        |
| V6菱仕     |      | ボディタイプ: ハッチバック 販売期間: 2013-2020 パワートレイン: 4A91型1.5ℓ直列4気筒                                                                  |
| DX7        |      | ボディタイプ: クロスオーバーSUV 販売期間: 2015-2023 パワートレイン: 4A91型1.5ℓ直列4気筒ターボ、4A95型1.5ℓ直列4気筒ターボ、4G63型2.0ℓ直列4気筒ターボ |
| DX3        |      | ボディタイプ: クロスオーバーSUV 販売期間: 2016-2023 パワートレイン: 4A91型1.5ℓ直列4気筒、4A91型1.5ℓ直列4気筒ターボ                                  |
| DX8        |      | ボディタイプ: クロスオーバーSUV 販売期間: 2018-2023 パワートレイン: 1.5ℓ直列4気筒ターボ                                                             |
| DX5        |      | ボディタイプ: クロスオーバーSUV 販売期間: 2019-2023 パワートレイン: 4A91型1.5ℓ直列4気筒、4A91型1.5ℓ直列4気筒ターボ                                  |
| A5         |      | ボディタイプ: セダン 販売期間: 2019-2023 パワートレイン: 4A91型1.5ℓ直列4気筒                                                                        |
| SEM DELICA |      | ボディタイプ: ミニバン 販売期間: 2022-2023 バッテリー容量: 70.5KWh                                                                                  |

### 三菱ブランド車
| 車名             | 写真 | 仕様                                                                                              |
| ---------------- | ---- | ------------------------------------------------------------------------------------------------- |
| ランサー(藍瑟)   |      | ボディタイプ: セダン 販売期間: 2006-2016 パワートレイン: 4A91型1.5ℓ直列4気筒                      |
| ギャラン(戈藍)   |      | ボディタイプ: セダン 販売期間: 2006-2015 パワートレイン: 4G69型2.4ℓ直列4気筒                      |
| ジンガー(君閣)   |      | ボディタイプ: MPV 販売期間: 2008-2015 パワートレイン: 4G63型2.0ℓ直列4気筒MIVEC                    |
| ランサーEX(翼神) |      | ボディタイプ: セダン 販売期間: 2009-2017 パワートレイン: 4A92型1.6ℓ直列4気筒、4B10型1.8ℓ直列4気筒 |

### ダッジブランド車
| 車名             | 写真 | 仕様                                                                          |
| ---------------- | ---- | ----------------------------------------------------------------------------- |
| キャラバン(凱領) |      | ボディタイプ: ミニバン 販売期間: 2007-2011 パワートレイン: 6G72型3.0ℓV型6気筒 |